# Like a Spanish song
Like a Spanish song is een single van The Cats die werd uitgebracht in 1975. Net als Hard to be friends is ook dit nummer geschreven door Larry Murray. 
De B-kant van de single, Lovin' arms, kwam uit de pen van Tom Jans.

## Hitnotering
De single stond vier tot zes weken in de Nederlandse en Belgische hitlijsten en bereikte daarbij in de meeste gevallen de top 10.

### Nederlandse Top 40
| Positie: | 23 | 13 | 9 | 10 | 27 | 40 | uit |

### NederlandseDaverende 30
| Positie: | 20 | 12 | 10 | 15 | 29 | uit |

### BelgischeBRT Top 30
| Positie: | 17 | 22 | 9 | 18 | - | 27 | uit |

### VlaamseUltratop 30
| Positie: | 27 | 17 | 15 | 22 | 29 | uit |